# Alan Dale (dramaturge)
Pour l’article homonyme, voir Alan Dale.
Alan Dale, né le 14 mai 1861 à Birmingham et mort le 21 mai 1928, est un dramaturge britannique. Il est aussi un auteur et critique reconnu.

## Biographie
Alfred J. Cohen fait ses études à Oxford. Il émigre aux États-Unis dans les années 1880 et devient critique de musique et de théâtre pour des journaux de New York. Il écrit des romans sous le pseudonyme "Dale", une histoire policière sous le pseudonyme "Allen Dale", et utilise soit ce dernier, soit "Allan Dale" pour son travail à Hollywood comme réalisateur et acteur. Ces pseudonymes viennent de Allan A'Dayle, un des compagnons de Robin des Bois,.
Il meurt dans un accident ferroviaire entre Plymouth et Birmingham.

## Œuvres

### Cinéma
- 1927 : The Tired Business Man
- 1927 : The Princess from Hoboken
- 1926 : Redheads Preferred